# Воллункук
Воллункук (лат. Pithecopus hypochondrialis) — лягушка из семейства квакш, обитающая в Центральной и Южной Америке.

## Описание
Общая длина достигает 4—5 см. Наблюдается половой диморфизм, самки крупнее самцов. Голова массивная. Глаза большие, круглые с вертикальным зрачком. Туловище стройное, однако самки толще. Конечности тонкие. Первые два пальца обеих конечностей повёрнуты друг к другу, что позволяет ловко хвататься за ветки.
Ночью окраска спины этой квакши коричневая, а днем — светло-зелёная. Задние стороны лап имеют оранжевый цвет с чёрными полосами. Брюхо бледно-желтое с чёрными полосами или пятнами.

## Образ жизни
Любит тропические и субтропические леса, кустарники, луга, болота, пастбища, плантации, сельские усадьбы. Практически всю жизнь проводит на деревьях или кустарниках. Днём прячется в листве. Активна ночью. Питается насекомыми, преимущественно мухами и сверчками.

## Размножение
Размножение происходит в начале сезона дождей. Самец схватывает самку амплексусом. Последняя взбирается на листья, висящие на водой (до 1 м). Самец и самка загибают листья вроде трубочки, куда откладываются яйца, а затем самец оплодотворяет их. После заполнения листовой трубочки, самец с самкой переходят к следующей. Всего откладывается 40—120 яиц. Они довольно большие и богатые желтком. На 3-й день у личинок в яйце появляются наружные жабры, на 5-й — начинает меняться окраска, а жабры атрофируются. На 10-й день головастик выходит из яйца и скатывается в воду. Метаморфоз продолжается 7—10 недель.